# 大津式一挙更新腹接ぎ法

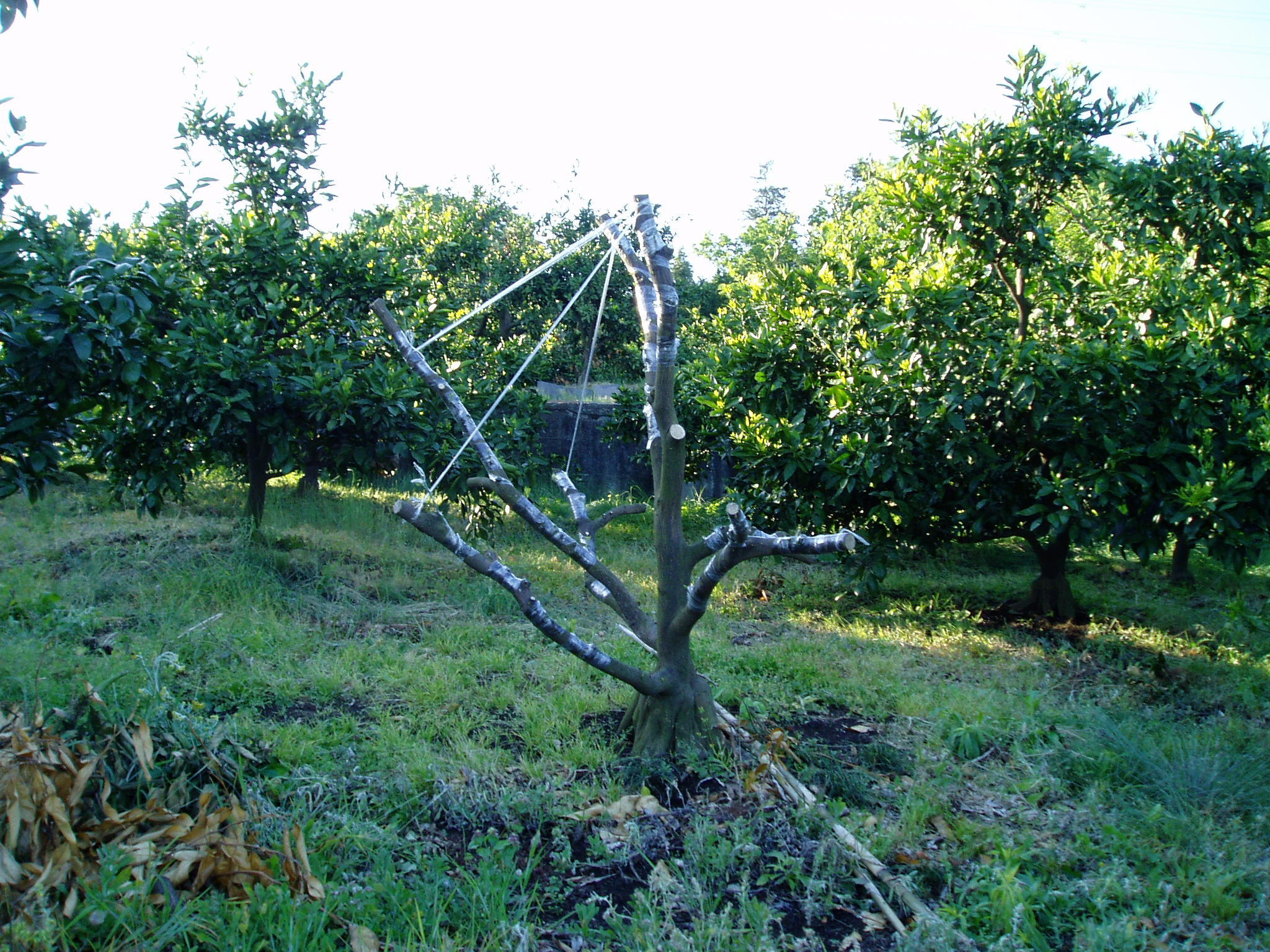
大津式一挙更新腹接ぎ法

大津式一挙更新腹接ぎ法（おおつしきいっきょこうしんはらつぎほう）とは、神奈川県足柄下郡湯河原町の農家・大津祐男が開発し、果樹（特に柑橘類）において、品種更新の接ぎ木の主流となった一挙更新法である。ここでは、主に柑橘類での本方法について述べる。

## 開発経緯
常緑果樹である柑橘は、葉を一枚も残らず落としてしまうことは樹にとって負担がかかり枯れるというのが当時の常識であったが、葉で同化した養分は、はじめ樹の各部に分散貯蔵され、その後果実に集中貯蔵、余裕があれば、枝、幹、根に蓄えられることから、果実のないときであれば、葉は一枚もなくなっても、出来るだけ早い時期に葉を補えば樹を回復できると考え、従来の説に従わず、既存概念を捨て、新しい接ぎ木方法を生み出した。

## 手法

### 接ぎ木適期
4月上旬から5月上旬頃。

### 中間台木の剪定
切り口で3-5cmの枝を切除する。その際、力枝（木の先端に葉のついた枝を残すこと）は残さない。

### 穂木
彼岸前に良く充実した前年の夏枝または春枝を採取し、ビニール袋などに入れ密閉し、薄暗い所で保存する。穂木は二芽で作成する。

### 接ぎ口
接ぎ口は20cm程度で設け、穂木を差し込み、接ぎ木テープで巻く。

## 瀬戸（せと）式一挙更新腹接ぎ法

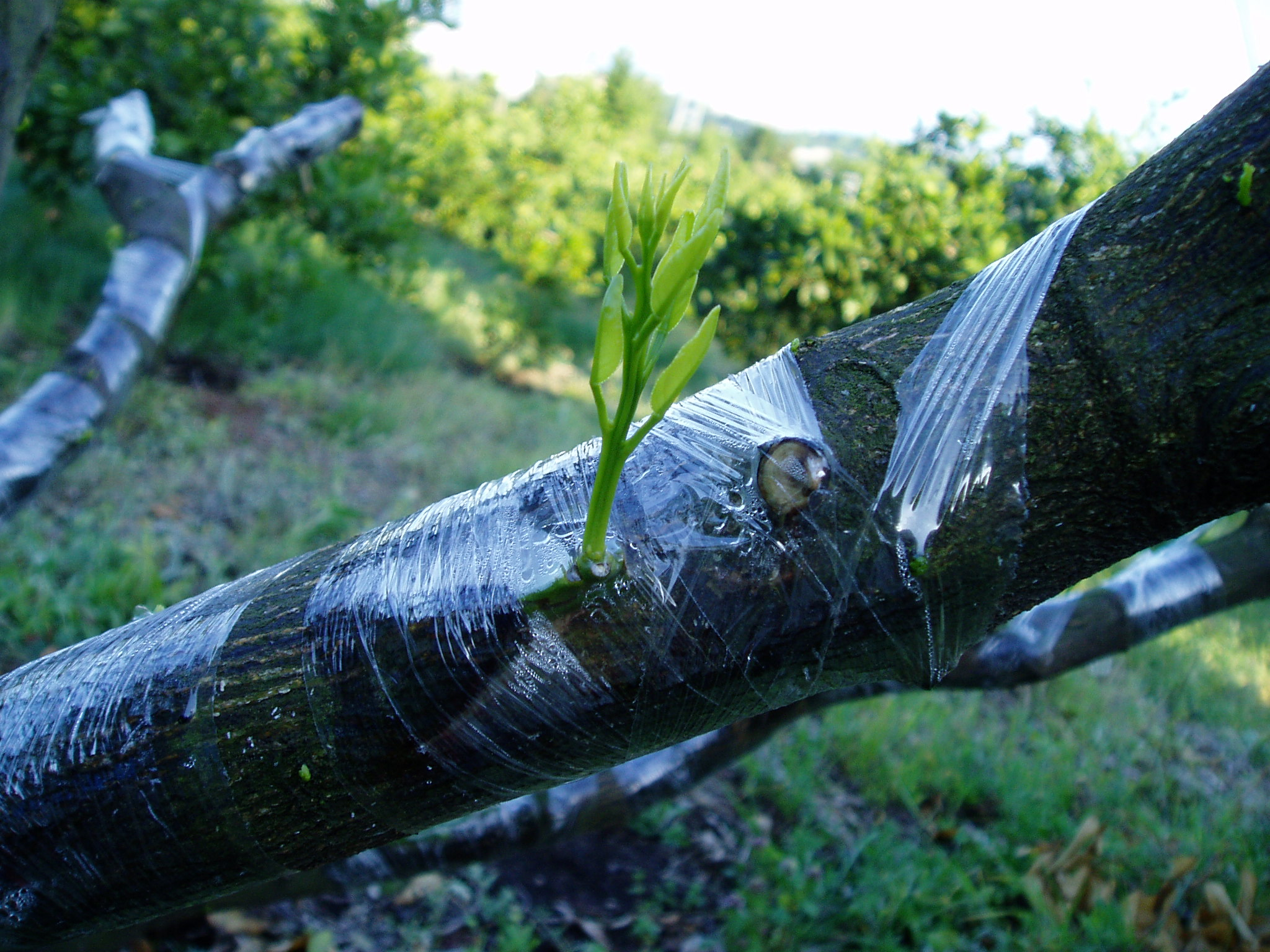
瀬戸式一挙更新腹接ぎ法による発芽

大津式の改良方法で、面倒な芽出し作業をしなくてよい方法。小田原市農協の瀬戸功が考案し、神奈川県根府川分場が技術解明した。

### 方法
- 自力で出芽できるように0.02mmのうすい接ぎ木テープを使用する。
- 穂木は１芽で芽が頂部に来るように作成する（1芽のため、穂木使用量は大津式に比べて少ない）。